# 465 Alekto
465 Alekto este un asteroid din centura principală, descoperit pe 13 ianuarie 1901, de Max Wolf.